# Каджером (сельское поселение)
Каджером — административно-территориальная единица (административная территория посёлок сельского типа с подчинённой ему территорией) и муниципальное образование (сельское поселение с полным официальным наименованием муниципальное образование сельского поселения «Каджером») в составе муниципального района Печора Республики Коми Российской Федерации.
Административный центр — посёлок Каджером.

## История
Статус и границы административной территории установлены Законом Республики Коми от 6 марта 2006 года № 13-РЗ «Об административно-территориальном устройстве Республики Коми».
Статус и границы сельского поселения были установлены Законом Республики Коми от 5 марта 2005 года № 11-РЗ «О территориальной организации местного самоуправления в Республике Коми».

## Население
| 2010  | 2011  | 2012  | 2013  | 2014  | 2015  | 2016  |
| ----- | ----- | ----- | ----- | ----- | ----- | ----- |
| 2332  | ↘2319 | ↗2780 | ↘2674 | ↘2586 | ↘2496 | ↘2438 |
| 2017  | 2018  | 2019  | 2020  | 2021  |       |       |
| ↘2339 | ↘2237 | ↘2162 | ↘2079 | ↘1836 |       |       |

## Состав
Состав административной территории и сельского поселения:
| № | Населённый пункт | Тип населённого пункта          | Население |
| - | ---------------- | ------------------------------- | --------- |
| 1 | Зеленоборск      | посёлок                         | ↘433      |
| 2 | Каджером         | посёлок, административный центр | ↘1245     |
| 3 | Причал           | посёлок                         | 81        |
| 4 | Рыбница          | посёлок                         | 151       |
| 5 | Талый            | посёлок                         | 340       |
| 6 | Трубоседъёль     | посёлок                         | 80        |